# 西形彩
西形 彩（にしかた あや、1984年〈昭和59年〉10月17日 - ）は、日本の現代美術家、ポップアーティスト、染織画家、伝統工芸士。
以前はアーティスト名、西形 彩庵（にしかた さいあん）として活動していたが、現在は本名を使用している。

## 人物
1984年（昭和59年）生まれ。栃木県足利市出身。
にしかた染織工房を営む染織画家の父・西形行庵と、洋裁師の母・西形敏子の次女として誕生。
伝統工芸士である両親の元、幼少から手織り、手染め、手描きの伝統技法を学ぶ。白鴎大学足利高等学校を卒業後、ニューヨーク・パリ・ロンドン・ベネチアに渡り、染織アートを研修。染織画家として才覚を発揮し、手染め・手描きといった伝統工芸を現代的に解釈しアパレルに取り入れた自身のヤングカジュアルブランド「-saian-彩庵」をスタート。若い女性が日本に古くから伝わる伝統工芸技術を元にビジネスを始めたとして、NHKをはじめ、各TV局より取材を受ける。
栃木県芸術祭美術展－洋画・彫塑・工芸にて連続入選。
2016年には栃木県伝統工芸士に史上最年少で認定される。
伝統技法と現代的な感性を融合した色彩豊かな染織アートで、自らの作品制作を行うかたわら、イタリアを代表するファッションブランド「フェンディ」や、日本のスポーツファッションブランド「オニツカタイガー」をはじめ、数多くのファッションブランドとコラボレーションを行う。
またコラボレーションするジャンルはアパレルだけでなく、集合住宅のエントランス設計から企業のパッケージデザインに至るまで、国内外問わず様々な分野で活発な活動を展開している。

### 活動概略
2010年
- 村上隆主催の若手アーティスト向けのアートイベントGEISAIに出展。
- 第64回栃木県芸術祭美術展－洋画・彫塑・工芸にて入選。（綴手織タペストリー・曲風ーkyoukyufu）

2011年
- 第65回栃木県芸術祭美術展－洋画・彫塑・工芸にて入選。（2年連続）

2012年
- 第7回栃木5月の美術大賞展奨励賞受賞
- 第66回栃木県芸術祭美術展－洋画・彫塑・工芸にて入選。（3年連続）

2013年
- 第67回栃木県芸術祭美術展－洋画・彫塑・工芸にて入選。（4年連続）

2016年
- 史上最年少にて、栃木県伝統工芸品指定及び伝統工芸士に任命。足利市長・和泉聡氏と対談。
- G7（主要国首脳会議）仙台科学技術大臣会合のレセプションでふるまわれたウェルカムドリンクのボトルデザインを担当。

2017年
- マーク・ジェイコブス Julie Verhoeven Shoes アーティストコラボ のメンバーに選出。
- 台北市で行われた「多彩日本 in 台湾」に参加。ライブペイントを実施。

2018年
- 新ブランド発表会 in Malaysia
- 賃貸マンション「フェルクルールプレスト都立大学」エントランスデザインを監修。
- 西洋菓子 鹿鳴館パッケージデザインを担当[2]。

2019年
- スポーツファッションブランド『オニツカタイガー』とコラボレーション[4]。

2021年
- フランスアートフェア（ルーヴル美術館）出展。

2022年
- シンガポールアートフェア（シンガポール国立博物館）出展。

2023年
- フェンディ ブランドエキシビション 「ハンド・イン・ハンド～卓越した職人技への称賛」アーティスト日本代表に選出[1]。

2024年1月31日
- とちぎ未来大使に任命される[1][5]。

## 出演

### テレビ
2016年
- 王様のブランチ（TBSテレビ）
- 1Hセンス（ONE hour Sense）（フジテレビジョン）

2017年
- 満喫!とちぎ日和（とちぎテレビ）

2018年
- 第60回日本レコード大賞（TBSテレビ）
- スター・ウォーズ／スカイウォーカーの夜明け公開記念特番「私とスター・ウォーズ」（アクションチャンネル）

2020年
- ひるまえ ほっと（NHK）

2021年
- 魅せます！とちブラ～とちぎブランド・ぶらり～（とちぎテレビ）

### ラジオ
- Beauty of Night（ビューティ・オブ・ナイト）（エフエム東京）
- 自分メイド（エフエム愛知）